# استانیسلاف کولینچنکو
استانیسلاف کولینچنکو (انگلیسی: Stanislav Kulinchenko؛ زادهٔ ۱۹ آوریل ۱۹۷۱) بازیکن هندبال اهل روسیه بود.